# جسی وولت
جسی وولت (فرانسوی: Jessie Volt‎؛ زاده ۲۹ مارس ۱۹۹۰) یک بازیگر پورنوگرافی اهل فرانسه است.